# Xuan de Han
Xuan de Han (91 a.C. — 49 a.C.) foi um imperador chinês da dinastia Han de 74 a.C. a 49 a.C..